# Friedrich Wilhelm Semmler
Friedrich Wilhelm Semmler, né le 11 mai 1860 à Hochzeit, arrondissement d'Arnswalde et mort le 15 mars 1931 à Ramin, est un chimiste et homme politique allemand.

## Biographie
Friedrich Wilhelm Semmler est le fils d'un propriétaire terrien. Après l'école bourgeoise de Woldenberg, dans l'arrondissement de Friedeberg-en-Nouvelle-Marche, et le lycée de Landsberg-sur-la-Warthe, Semmler étudie la chimie de 1880 à 1886 à l'Université de Strasbourg et à l'Université de Breslau. En 1881, il devient membre (plus tard membre honoraire) du Corps Silesia de Breslau (de).
En 1887, il obtient son doctorat à Breslau. En 1890, il obtient son habilitation à l'université de Greifswald. Semmler se marie dès 1888. Le 1er juillet 1896, Semmler devient professeur à l'université de Greifswald. Il y obtient un poste extraordinaire en 1901. En 1902, il devient porteur du ruban de Corps Borussia Greifswald (de). Le 30 septembre 1904, il est nommé professeur honoraire ordinaire. Après avoir travaillé deux ans à Berlin en tant que collaborateur d'Emil Fischer de 1907 à 1909, Semmler devient en 1909 professeur titulaire de chimie organique à l'université technique de Breslau. Le 15 août 1913, il obtient le titre de conseiller d'État. Il hérita de ses parents le domaine de Ramin dans l'arrondissement de Randow (de). Pendant la Première Guerre mondiale, Semmler siège de 1916 à 1919 au comité de guerre pour les aliments de remplacement à Berlin et à Breslau. 